# Małgorzata Clitherow
Małgorzata Clitherow z domu Margaret Middleton (ur. 1556 w Yorku, zm. 25 marca 1586 tamże) – święta katolicka i męczennica, ofiara prześladowań antykatolickich, nazywana „Perłą Yorku”, jedna z grupy Czterdziestu męczenników Anglii i Walii, konwertytka.

## Życiorys
Przyszła na świat w rodzinie wytwórcy i sprzedawcy świec. Były to czasy schizmy rozpoczętej przez Henryka VIII Tudora, który odseparował Kościół w Anglii od Rzymu. Jego dzieło kontynuowała jego córka, Elżbieta I Tudor, która wszczęła na nowo okrutne prześladowania i represje wobec katolików.
Mając 15 lat, Małgorzata wyszła za Johna Clitherowa, hodowcę bydła i rzeźnika. Nawróciła się na katolicyzm w 1574, czemu nie sprzeciwiał się jej mąż. Urodziła dwoje dzieci, które wychowywała w wierze katolickiej. Wspierała katolicką ludność północnej Anglii w czasie prześladowań. Jej syn, Henry, wyjechał do Reims, by przygotować się do przyjęcia święceń kapłańskich. Jej dom przy ulicy Shambles w Yorku stał się miejscem, w którym odprawiano Eucharystię. W przybudowie znajdował się otwór, przez który kapłan mógł uciec w razie niebezpieczeństwa lub polowania na księży. Dom męczennicy został zamieniony w kościół – Shrine of the Saint Margaret Clitherow.

## Męczeństwo
Została aresztowana w 1586 pod zarzutem ukrywania księży katolickich. Odmówiła obrony, by uchronić własne dzieci przed procesem. Skazano ją na śmierć przez zmiażdżenie wrotami. Została zamęczona w Wielki Piątek 1586. Położono ją na ostrej skale wielkości męskiej pięści, a następnie przygnieciono drzwiami, które stopniowo obciążano kamieniami. Zmarła w 15 minut.

## Kanonizacja
Małgorzata Clitherow została ogłoszona świętą w 1970 przez papieża Pawła VI, w grupie Czterdziestu męczenników Anglii i Walii, 25 października 1970 roku.
Wspomnienie liturgiczne św. Małgorzaty Clitherow obchodzone jest w Kościele katolickim 26 marca.